# The Johnny Cash Family Christmas
The Johnny Cash Family Christmas è il ventitreesimo album in studio del cantautore statunitense Johnny Cash, pubblicato nel 1972 dalla Columbia Records. 

## Il disco
Si tratta del secondo album natalizio di Cash, dopo The Christmas Spirit del 1963. Il disco include meno brani originali rispetto al suo predecessore e, inframezzati tra una traccia e l'altra, contiene racconti e dialoghi recitati da parte di Cash e della sua cerchia di famigliari ed amici.

## Tracce
1. King of Love (Harold Reid) - 5:25 (featuring The Statler Brothers & Carter Family)
2. Jingle Bells (James Pierpont) - 3:22
3. That Christmasy Feeling (Tommy Cash, Jimmy Peppers) - 3:28 (featuring Tommy Cash)
4. My Merry Christmas Song/Merry Christmas Mary (Larry Butler) - 5:09 (featuring Larry Butler)
5. Christmas Time's A-Coming (Tex Logan) - 4:10
6. Christmas With You (Johnny Cash) - 2:45 (featuring June Carter Cash)
7. Christmas as I Knew It (June Carter Cash, Jan Howard) - 3:16
8. When You're Twenty-One (Carl Perkins) - 3:03 (featuring Carl Perkins)
9. An Old Fashioned Tree (C. Williams) - 1:57 (featuring Lew DeWitt)
10. Silent Night (Franz Gruber, Joseph Mohr) - 3:00

## Formazione
- Johnny Cash - voce, recitazione, chitarra
- Marshall Grant - basso
- WS Holland - batteria
- Bob Wootton, Carl Perkins - chitarra elettrica
- Ray Edenton, Jerry Hensley, Jimmy Young - chitarra
- Norman Blake - chitarra, banjo
- Wayne Grey - mandolino
- Chuck Cochrane - pianoforte
- Larry Butler - tastiere
- Gary Gorsett - batteria
- Mark Morris - percussioni
- June Carter, Marshall Grant, Tommy Cash, Harold Reid, Larry Butler, Maybelle Carter, Anita Carter, Carl Perkins, Lew DeWitt - recitazione